# Hydrolithon masakii
Hydrolithon masakii Y.-P. Lee & J.-H. Kim in Y.-P. Lee, 2008  é o nome botânico  de uma espécie de algas vermelhas pluricelulares do gênero Hydrolithon, família Corallinaceae, subfamília Mastophoroideae. São algas marinhas encontradas no Japão e Coreia.

## Sinonímia
- Porolithon orbiculatum    Masaki, 1968